# Burg Alt Krickenbeck
Die Burg Alt Krickenbeck, auch alde Borch oder Alt-Krickenbeck genannt, ist eine abgegangene Wasserburg (Motte?) am westlichen Netteufer südlich der Leuther Mühle auf dem Gebiet des Nettetaler Stadtteils Leuth im Kreis Viersen in Nordrhein-Westfalen.

## Geschichte
Burg Kriekenbeck oder Krickenbecke war ein Rittersitz, der zu mindestens zeitweise dem Adelsgeschlecht der Flamenses und Begründer der Grafschaften Geldern und Kleve gehörte. Der erste urkundlich erwähnte Besitzer der Wasserburg war 1104 Heinrich, jüngerer Sohn des Grafen Gerhard II. von Wassenberg, und der von 1096 bis 1118 Graf von Krickenbeck war. Seine Familie wird zu den alten Dynastiengeschlechtern gezählt, deren Spuren verwischen sich allerdings um Mitte oder Ende des 12. Jahrhunderts und sind bisher nicht völlig belegbar. Nächster nachweisbarer Graf auf der Burg war Reginar von Krickenbeck (1149–1167). In der zweiten Hälfte des 12. Jahrhunderts, unter Erzbischof Philipp I. von Heinsberg, wurde Krickenbeck ein Lehen des Kölner Erzbistums, da das Erzbistum zu dieser Zeit viele Gebiete am Niederrhein erwarb und dann an den Anbieter zu Lehn vergab.
Die Tochter von Reginar, Alveradis von Krickenbeck-Millendonk, ehelichte Friedrich Graf von Berg-Altena. Deren gemeinsamer Sohn Adolf I. Graf von der Mark, Altena und Krickenbeck verkaufte die „Bona de Crikenbeke“ 1243 an seinen Schwager Otto von Geldern. Am 3. März 1243 erwarb sie Graf Otto von Geldern von Graf Adolf von der Mark. Bereits 1247 erwarben die Grafen von Geldern die Burg. Zu diesem Zeitpunkt scheint die Alte Burg bereits zerstört oder zumindest unbewohnbar geworden zu sein, da sie keine weitere Erwähnung mehr findet.
Mitte des 13. Jahrhunderts wurde sie in die Hinsbecker Netteniederung verlegt. Neu-Krickenbeck ist dort wohl zwischen 1244 und 1251 errichtet worden, als die „Bona de Crikenbeke“ ohne die alte Burg geldrisch wurde.

## Beschreibung
Vermutlich war der einstige Burghügel, der bereits 1251 Altkrickenbeck genannt wird, von einem doppelten Wassergraben umgeben. Die Aufbauten müssen aus Holz gewesen sein, worauf eine Brandschicht im Burghügel aus etwa dem 13. Jahrhundert hinweist. Der Burgstall (Hinsbecker Straße 34) ist heute nur noch eine grasbewachsene Erhöhung. Keramikfunde zeigen Töpfe und Krüge, die hier um 1250 im Gebrauch waren.